# Von Plessen
von Plessen är en tysk adelsätt, känd sedan 1200-talet.
Medlemmarna var ursprungligen bosatta i Mecklenburg, varifrån en gren spred sig till Pommern. Av den pommerska grenen kom en gren 1678 till Danmark, där Mogens Joachim von Plessen (1782–1853) upphöjdes till grevligt stånd 1830 med namnet Scheel-Plessen. Av hans söner märks Carl Scheel-Plessen och Otto von Plessen.
Bland övriga medlemmar av den danska ätten märks Christian Ludvig von Plessen (1676–1752), medlem av konseljen 1725–1734 samt Carl Adolph von Plessen (1678–1758), medlem av konseljen 1730–1733.